# Louise McKinney

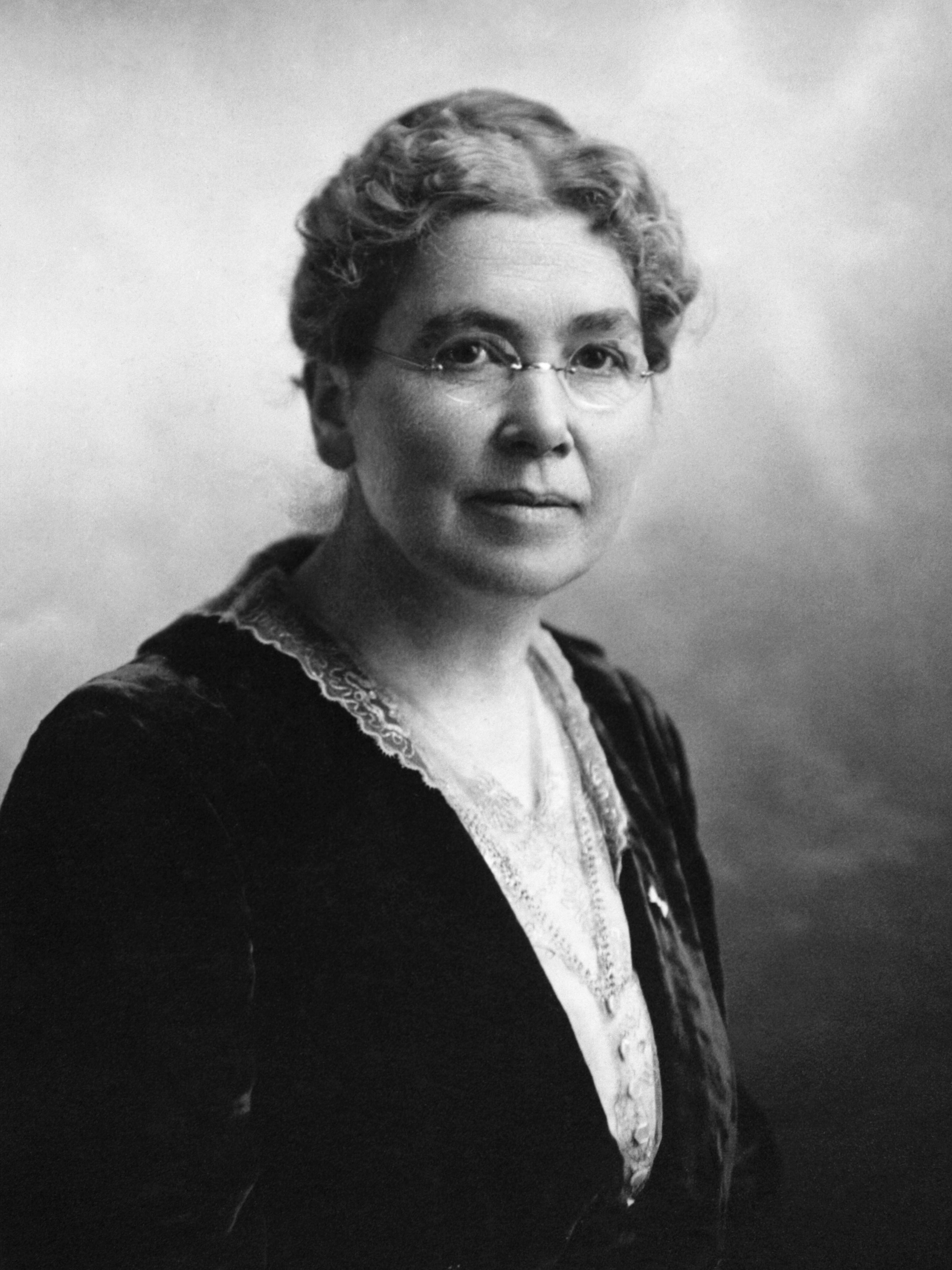
Louise McKinney.

Louise McKinney, född 22 september 1868 i Frankville, Ontario, död 10 juli 1931 i Claresholm, Alberta, var en kanadensisk politiker.
McKinney invaldes 1917 i den lagstiftande församlingen i Alberta som representant för Alberta Non-Partisan League och blev därigenom den allra första kvinnan i en lagstiftande församling i hela Brittiska imperiet. Hon miste posten 1921 och kandiderade ej därefter. Hon deltog i kampen för kvinnans lagliga rättigheter och stödde Emily Murphy i hennes kampanj för att kvinnor skulle kunna inväljas i Kanadas senat.